# Estación Hidrobiológica de Puerto Quequén
La Estación Hidrobiológica de Puerto Quequén (EHPQ) es un instituto de investigación y museo dependiente del Museo Argentino de Ciencias Naturales “Bernardino Rivadavia” de la ciudad de Buenos Aires que se ubica en la localidad de Quequén (Partido de Necochea, Provincia de Buenos Aires). Se trata de la primera  Estación de Investigación en Biología Marina de América del Sur.

## Misión
Este instituto de investigación fue fundado con el fin de fomentar las investigaciones científicas del ecosistema marino, así como también dar divulgación de la fauna regional, principalmente marina; y colaborar en la formación de recursos humanos especializados en ciencias del mar.

## Historia

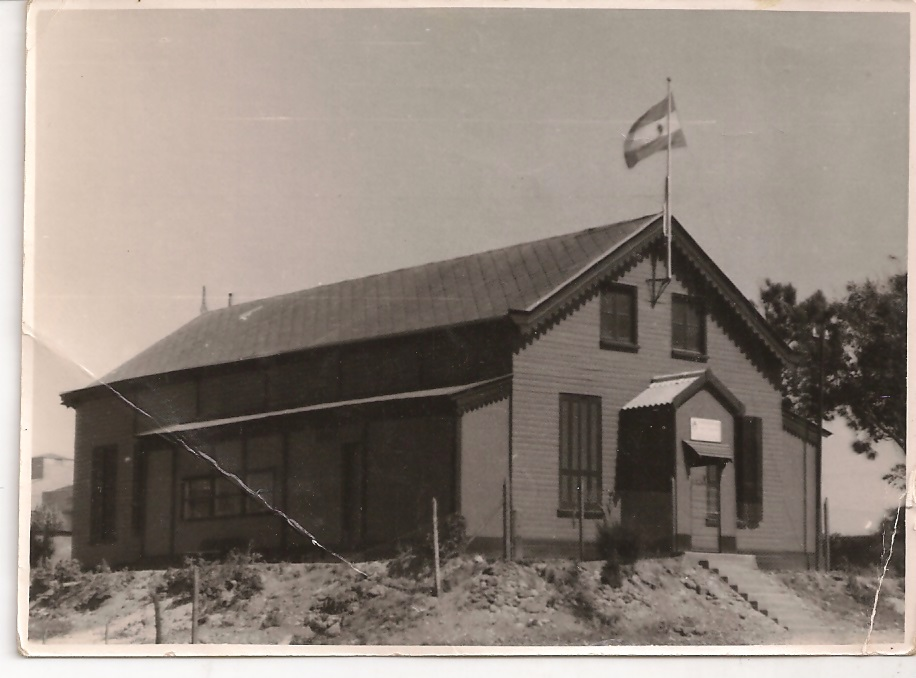
Foto histórica del edificio de la Estación Hidrobiológica de Puerto Quequén.

La Estación Hidrobiológica de Puerto Quequén surge a partir de la inquietud del Profesor Martín Doello-Jurado, quien al visitar Necochea visitó las obras del Puerto Quequén y vio que existía una amplia casa de madera desocupada desde 1921, bien construida y subdividida en varias habitaciones. Esta casona era originaria de los Países Bajos, y había sido traída desde dicho país por la empresa que construyó el Puerto de Quequén unos años antes. Cuando se finalizaron las obras en el puerto, la empresa se retiró y la vivienda quedó abandonada. En 1926 fue adquirida por la Inspección General de Puertos. A instancias de Doello-Jurado fue cedida al Museo Argentino de Ciencias Naturales “Bernardino Rivadavia” (MACN) para instalar una Estación de Biología Marina que complementara los trabajos que se realizaban en el museo porteño. De esta forma, el 5 de enero de 1928 se iniciaron las actividades en la EHPQ; aunque recién en 1938 la empresa donó definitivamente la construcción. Esta fue la primera instalación de una estación hidrobiológica dedicada a la investigación de biología marina en toda América del Sur.

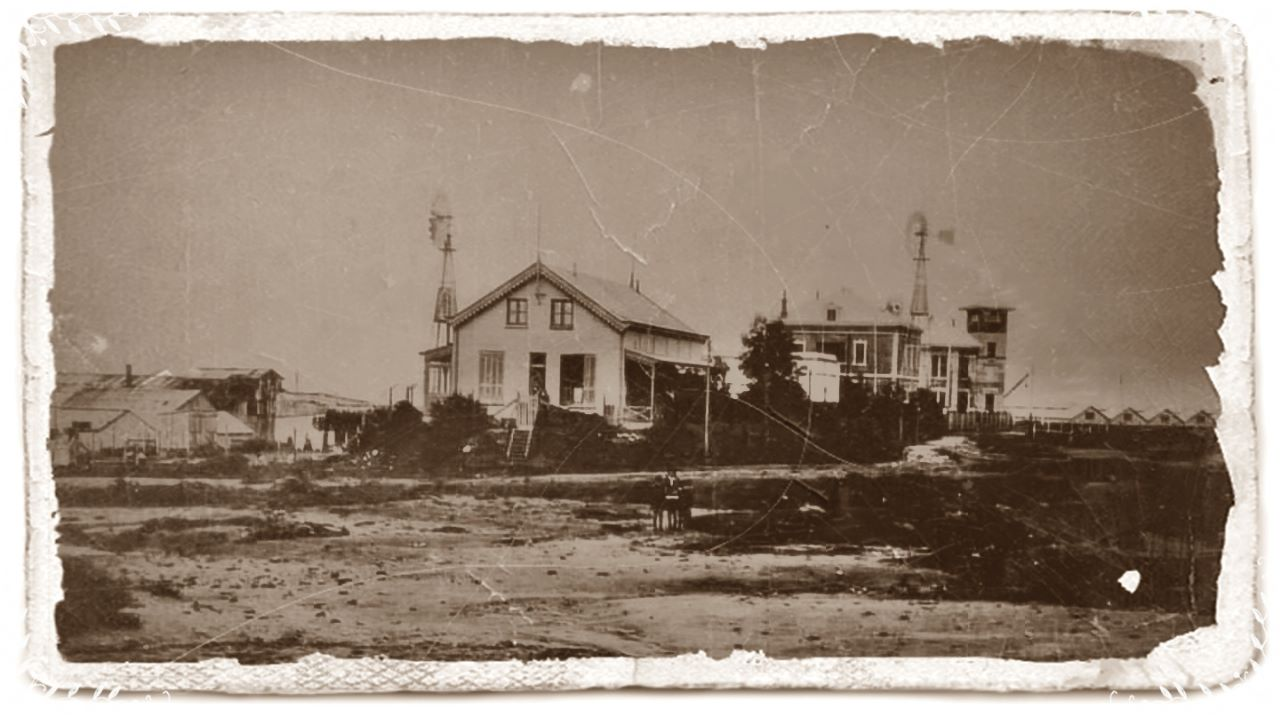
Vista antigua del entorno de la Estación Hidrobiológica de Puerto Quequén.

En sus inicios, la Estación Hidrobiológica fue dirigida por el biólogo Martín Doello-Jurado, quien quería que existiera una institución en la costa bonaerense que permita realizar estudios sistemáticos de los moluscos y peces. Es por ello que su ubicación fue seleccionada por ser estratégica, ya que permitía al personal del MACN desarrollar investigaciones sobre la fauna marina de un importante sector costero.  
De esta forma, logró constituirse en un polo en la investigación científica de las ciencias del mar y en la formación de recursos humanos. A nivel local tiene gran presencia por instalar temas marinos y portuarios en la comunidad mediante su Museo de Fauna Regional. 
Durante la segunda mitad del siglo XX existió un proyecto para construir otro edificio, de material, para la Estación Hidrobiológica. Sin embargo, la concreción de la obra de este proyecto se dilató por diversos motivos y finalmente quedó trunca.
Otro director destacado de la Estación Hidrobiológica fue el biólogo Enrique Balech, quien era investigador del Museo Argentino de Ciencias Naturales “Bernardino Rivadavia”. Desarrolló estudios sobre las llamadas “mareas rojas”. Fue encargado de la EHPQ y luego alejado de la misma en 1947 por cuestiones políticas, retornado en 1959 por encargo del entonces director del MACN, Max Biraben. Balech se retiró en 1982, para continuar como director de forma emérita.

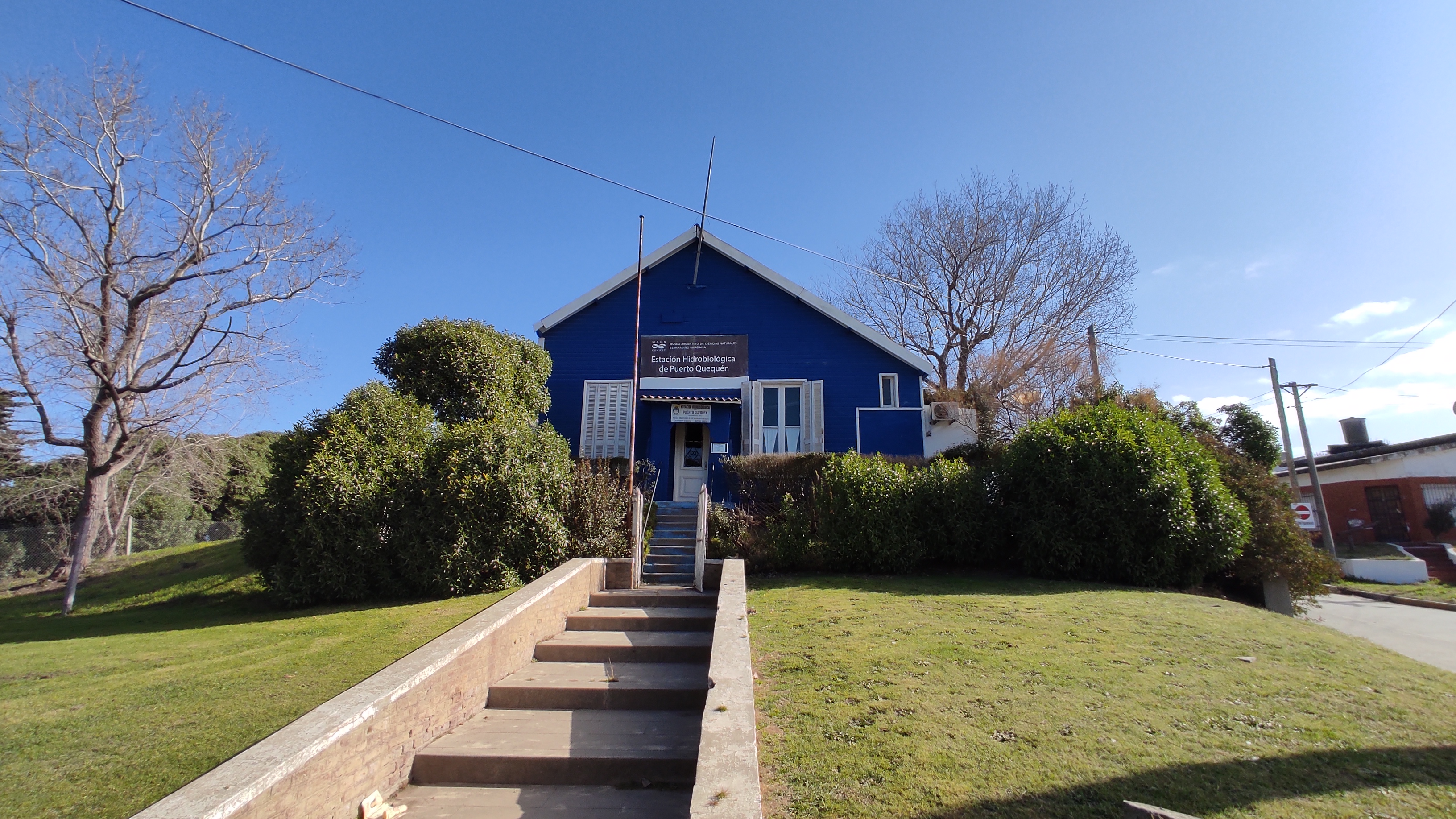
Vista general del edificio que alberga a la Estación Hidrobiológica de Puerto Quequén.

Otros estudios que se han realizado desde la Estación Hidrobiológica se relacionan con el delfín Franciscana, así como otras especies de delfines. También se realizan estudios sobre tiburones y rayas del área costera, y otros estudios de la mortandad incidental en redes de pesca y el impacto de la contaminación orgánica sobre la flora y fauna costera.
La EHPQ desarrolla actualmente el Proyecto de Ciencia Ciudadana "Equipo Costero de Observadores de Fauna y Ambiente Marinos" (ECOFAM) junto a Aves Argentinas.

## El Museo de Fauna Regional
En 1937, a instancias de las sociedades de fomento vecinal de Necochea y Quequén, el biólogo Martín Doello Jurado, habilitó salas de la Estación Hidrobiológica para que sean utilizadas para la exhibición al público de fauna regional, más que nada, marina. A lo largo de los años, este museo se ha caracterizado por crecer en sus colecciones a partir del aporte mayormente de donaciones realizadas sobre todo por pescadores locales, mientras que el resto fue obtenido por personal del MACN y de la Estación Hidrobiológica a lo largo de su historia. En las salas de este museo se puede observar la diversidad de invertebrados marinos, tiburones, peces óseos, aves y mamíferos marinos, así como también de restos fósiles de la zona.

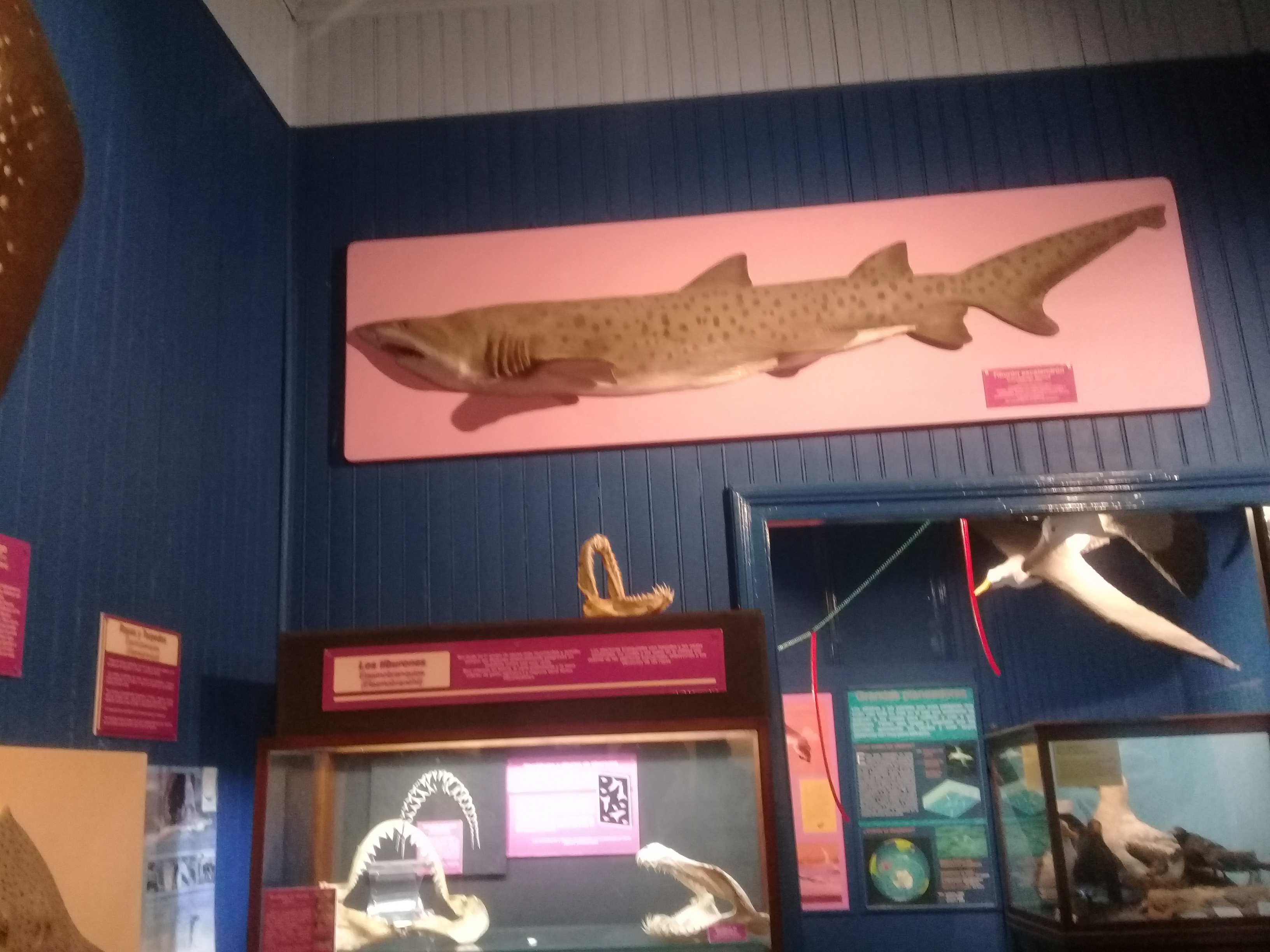
Vista del interior del Museo de Fauna Regional en la Estación Hidrobiológica de Puerto Quequén.

Este museo hasta el año 1999 tuvo varios altibajos, e incluso permaneció cerrado durante varias décadas debido a la ausencia de personal. En algunos momentos funcionó exclusivamente en verano, orientado sobre todo para atender la demanda turística de la zona, o restringido sólo a invitados especiales bajo pedido.
Desde el año 1999, por decisión de las autoridades del MACN, junto con el apoyo de empresas y particulares de las ciudades de Quequén y Necochea se emprendieron restauraciones de la Estación Hidrobiológica y el Museo de Fauna Regional.

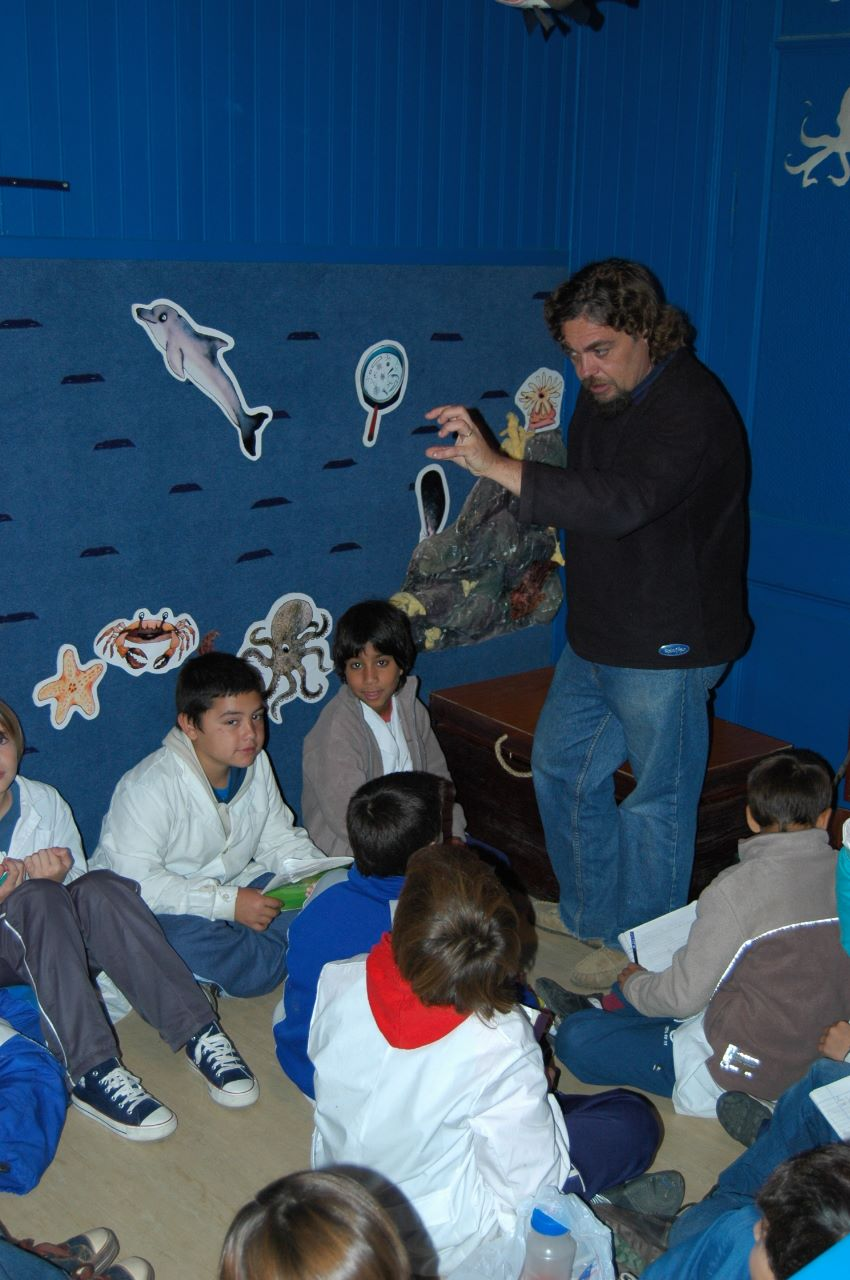
Charlas explicativas a alumnos en el Museo de Fauna Regional de la Estación Hidrobiológica de Puerto Quequén.

En marzo de 2005, y con la colaboración de un subsidio de la Fundación Antorchas, se reformó el Museo de Fauna Regional de la EHPQ realizándose una muestra donde se exhibe una nueva propuesta, una historia sobre el océano y sus habitantes. Así, se incorporó un guion museológico auto-guiado. Se brinda información sobre invertebrados marinos, plancton, peces, aves marinas, tortugas marinas, lobos marinos, focas y delfines. También se sumó una sala "Prohibido no tocar", que permite a los niños interactuar con diversos objetos y elementos naturales.